# James Salmon junior
James Salmon (* 13. April 1873 in Glasgow; † 27. April 1924 ebenda) war ein britischer Architekt, der vor allem durch seine Beiträge zum Glasgow Style, einer Variante des Jugendstils, bekannt wurde. Zusammen mit seinem Partner John Gaff Gillespie prägte er die Architektur Glasgows zu Beginn des 20. Jahrhunderts.

## Leben
James Salmon Junior war der Enkel der Architekten James Salmon (1805–1888) und dessen Sohnes William Forrest Salmon (1843–1911). Nach dem Besuch der Glasgow High School wurde er 1888 Lehrling von James Salmon & Son, studierte bis 1895 an der Glasgow School of Art als Schüler von William Leiper und unternahm Studienreisen durch Frankreich, Deutschland, die Schweiz, Norwegen, Belgien, die Niederlande, Österreich, Ungarn, Rumänien, die Türkei, Griechenland und Spanien. Nach Abschluss seines Studiums wurde er zusammen mit John Gaff Gillespie Partner seiner Vaters und leitete mit Gillespie die Entwurfsabteilung. Die Partnerschaft hieß ab 1903 Salmon Son & Gillespie. 1911 übernahm Gillespie die Anteile von William Forrest Salmon und führte das Büro allein weiter, nachdem James Salmon Junior 1913 die Partnerschaft aufgegeben und James Salmon & Son gegründet hatte. Während des Ersten Weltkriegs erhielt Salmon & Son Aufträge von der britischen Admiralität, darunter die Planung eines Marinewohnviertels in Greenock. Von 1918 bis 1924 errichtete Salmon & Son Wohn- und Krankenhausbauten. Krankheitsbedingt zog sich James Salmon Junior 1923 aus dem Berufsleben zurück und starb im April 1924 in Glasgow.

## Werk
Das Werk von James Salmon Junior zählt zum Glasgow Style, den Charles Rennie Macintosh begründete. Es übernimmt lokale, schottische Bautraditionen, Einflüsse der englischen Arts-and-Crafts-Bewegung und der kontinentalen Ingenieurbautechnik. Die herausragenden Bauten von James Salmon Junior entstanden in der Zeit seiner Zusammenarbeit mit John Gaff Gillespie und sind:

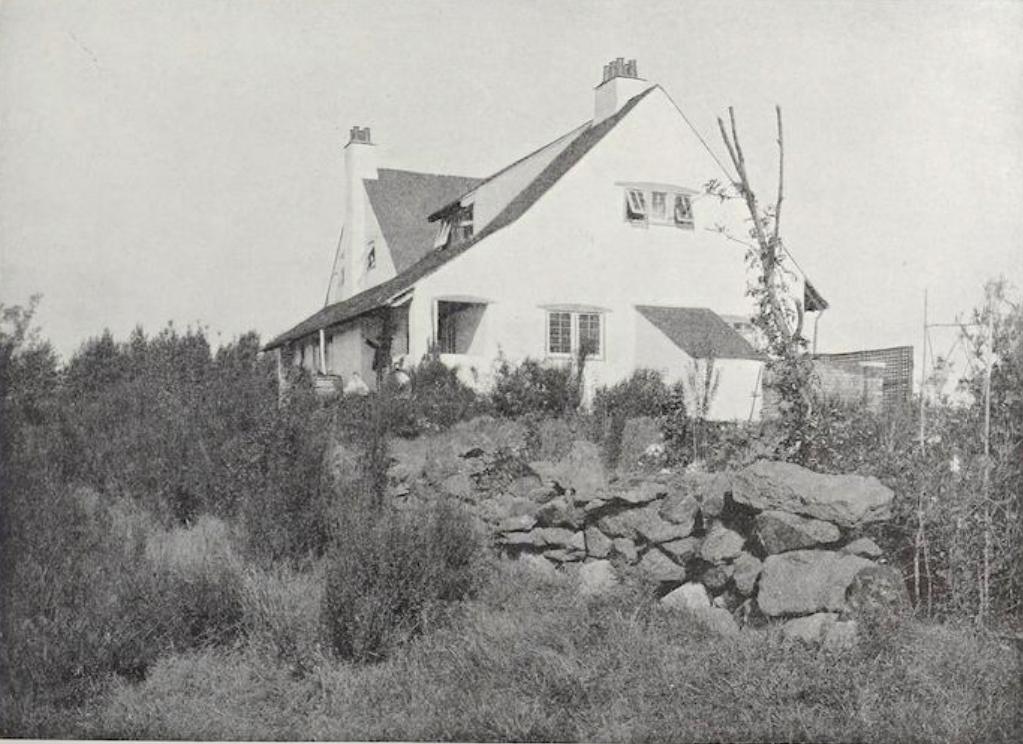
Gartenseite 'Den-of-Gryffe', Kilmacolm 1903 von James Salmon. (Foto: The Studio Yearbook of Decorative Art 1912)

- Mercantile Chambers (1896–1897): Eines der ersten Stahlfachwerkgebäude in Glasgow, berühmt für die Skulpturen von Francis Derwent Wood.
- The Hatrack (1899–1902): Ein Bürogebäude in der 142a–144 St Vincent Street mit auffälliger Glasfassade und minimalistischem Steindekor, das als herausragendes Beispiel des Glasgow Style gilt.
- Lion Chambers (1904–1907): Achtstöckiges Gebäude in der Hope Street, eines der ersten Beispiele für die Verwendung von Stahlbeton in Großbritannien.
- Den o' Gryffe (um 1903): Eine Villa in Kilmacolm, die den Einfluss des Jugendstils und der Arts-and-Crafts-Bewegung widerspiegelt.

Salmon war Mitglied des Royal Institute of British Architects (RIBA) und wurde 1906 zum Fellow ernannt. In den frühen 1920er Jahren war er auch Herausgeber von RIAS Quarterly, der Zeitschrift der Royal Incorporation of Architects in Scotland.

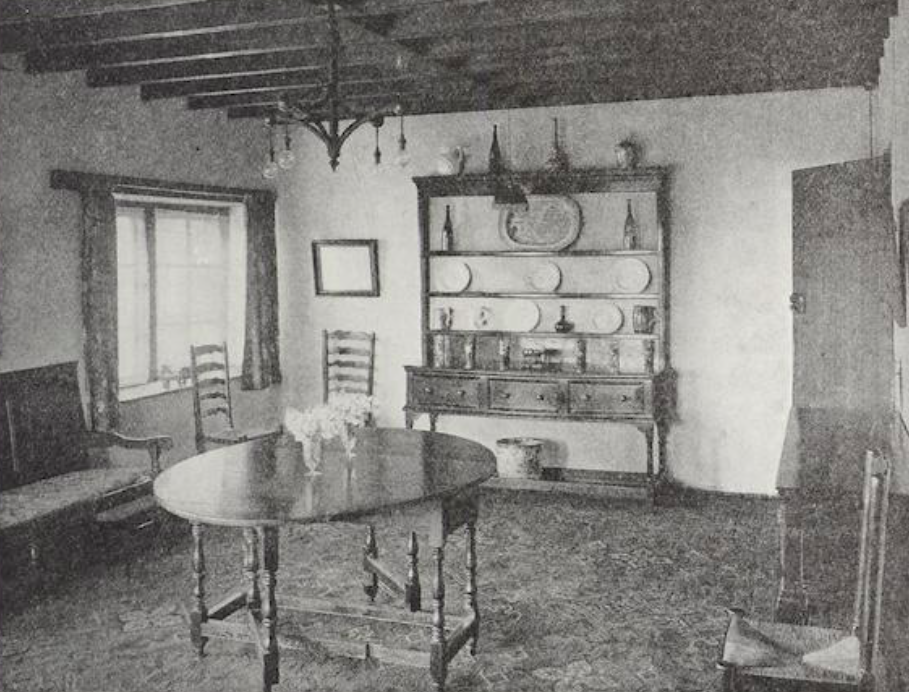
Esszimmer, 'Den-of-Gryffe', Kilmacolm (Foto: The Studio Yearbook of Decoratiove Art 1912)